# امبرائر ئی‌ام‌بی ۳۱۴ سوپر توکانو
امبرائر ئی‌ام‌بی ۳۱۴ سوپر توکانو (به پرتغالی: Embraer EMB 314 Super Tucano) معروف به ای-۲۹ (A-29) یا ای‌ال‌اکس (ALX) یک هواپیمای ساختِ امبرائر در کشور برزیل است که در سال ۲۰۰۳ ساخته شد. نخستین استفاده‌کنندهٔ این هواپیما نیروی هوایی برزیل بوده‌است. این هواپیما در ۲ ژوئن ۱۹۹۹ میلادی نخستین پرواز خود را انجام داد.

## پیشینه عملیاتی

### افغانستان
در سال ۲۰۱۱، سوپرتوکانو با پشت‌سر گذاشتن بیچ‌کرفت تی-۶ تیکسان۲ قرارداد پشتیبانی هوایی سبُک ایالات متحده برای افغانستان را برنده شد. این قرارداد به ارزش ۴۲۷ میلیون دلار در سال ۲۰۱۲، پس از تجدیدنظر دولت افغانستان به درخواست بیچ‌کرفت لغو شد و پیشنهاد سوپرتوکانو در طی مراحل خرید رد صلاحیت گردید، اما در سال ۲۰۱۳ مجدداً توافق با سوپرتوکانو از سر گرفته شد و نیروی هوایی افغانستان بیست فروند از این هواپیماهای سبک را خریداری کرد.
چهار فروند اول در ژانویه ۲۰۱۶ وارد فرودگاه بین‌المللی حامد کرزی در کابل پایتخت افغانستان شدند، چهار فروند دیگر نیز قبل از پایان سال ۲۰۱۶ تحویل داده شد؛ تا پایان سال ۲۰۱۸ در مجموع ۲۰ فروند سوپر توکانو به نیروی هوایی افغانستان تحویل داده شد. ۳۰ خلبان سوپر توکانو ای-۲۹ آماده برای نبرد هوایی توسط اسکادران ۸۱ جنگنده ایالات متحده واقع در پایگاه نیروی هوایی مودی، جورجیا فارغ‌التحصیل شدند و برای نبرد در جنگ به افغانستان بازگشتند.
در سال ۲۰۱۷، نیروی هوایی افغانستان با استفاده از سوپر توکانو تقریباً ۲۰۰۰ عملیات هوایی، با میانگین ۴۰ پرواز در هفته انجام داد. در ماه اکتبر ۲۰۱۷، نیروی هوایی افغانستان با بیش از ۸۰ مأموریت نبرد در یک هفته، رکورد جهانی عملیات پروازی با سوپر توکانو را شکست. تا مارس ۲۰۱۸، نیروی هوایی افغانستان ۱۲ فروند سوپر توکانو ای-۲۹ دریافت کرد. در ۲۲ مارس ۲۰۱۸، نیروی هوایی افغانستان یک بمب جی‌بی‌یو-۵۸، ۱۱۳٫۴ کیلوگرمی را از یک سوپر توکانو ای-۲۹ بالای هدف انداخت، این اولین باری است که ارتش افغانستان از سلاح هدایت لیزری علیه طالبان استفاده می‌کند.

### اکوادور

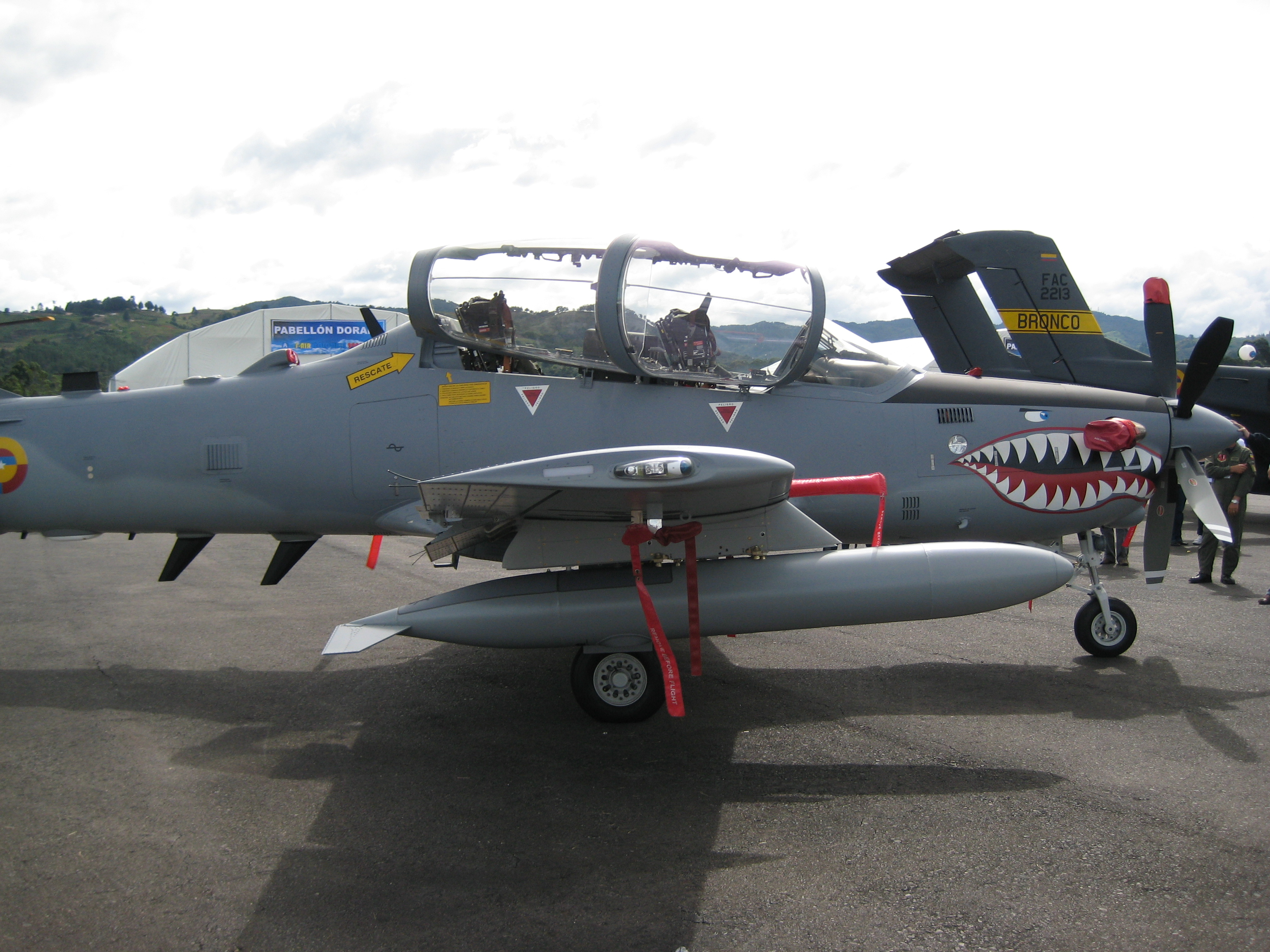
ای-۲۹ سوپرتوکانوی نیروی هوایی کلمبیا

### ایالات متحده

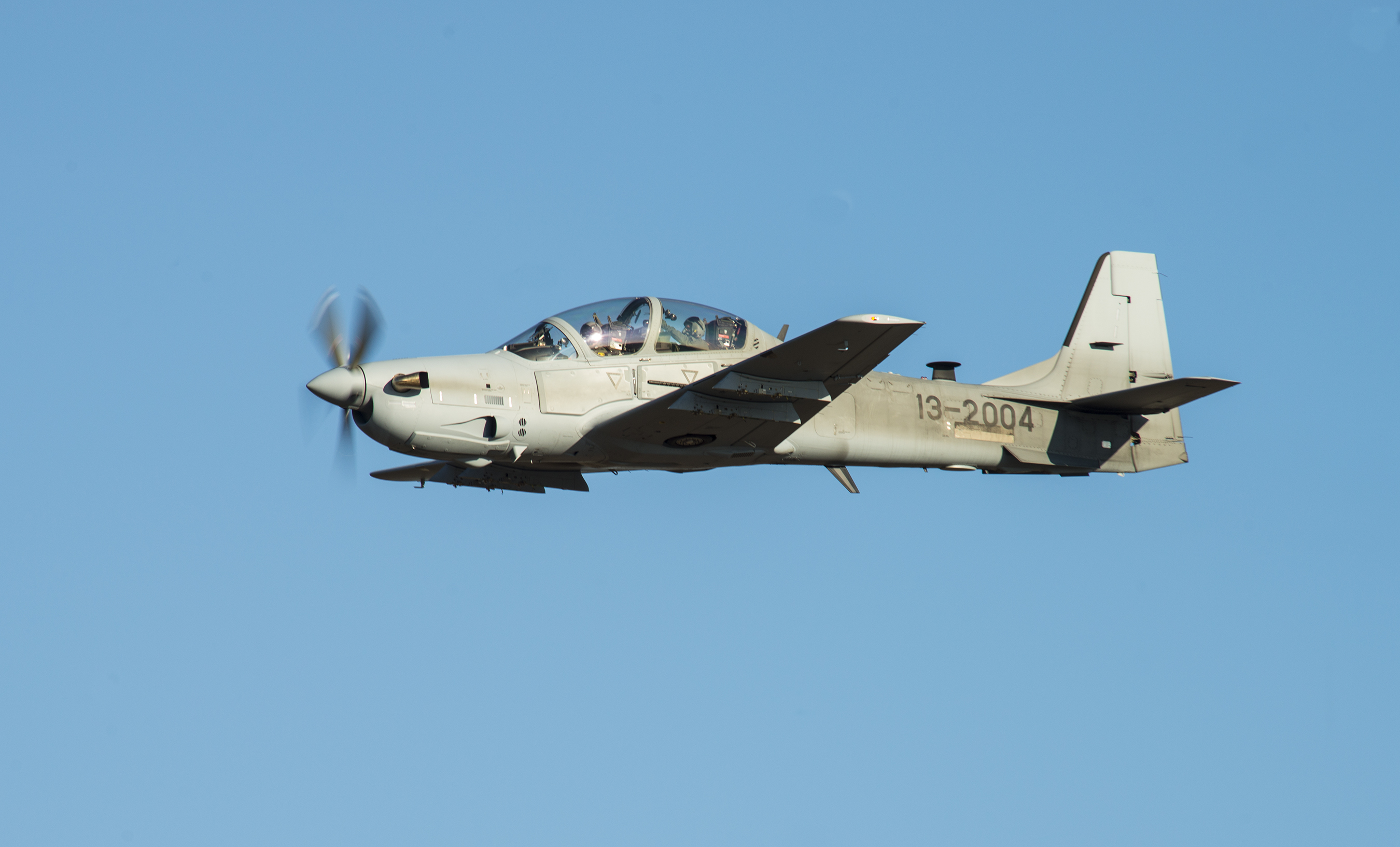
ای-۲۹ سوپرتوکانوی نیروی هوایی ایالات متحده

### برزیل

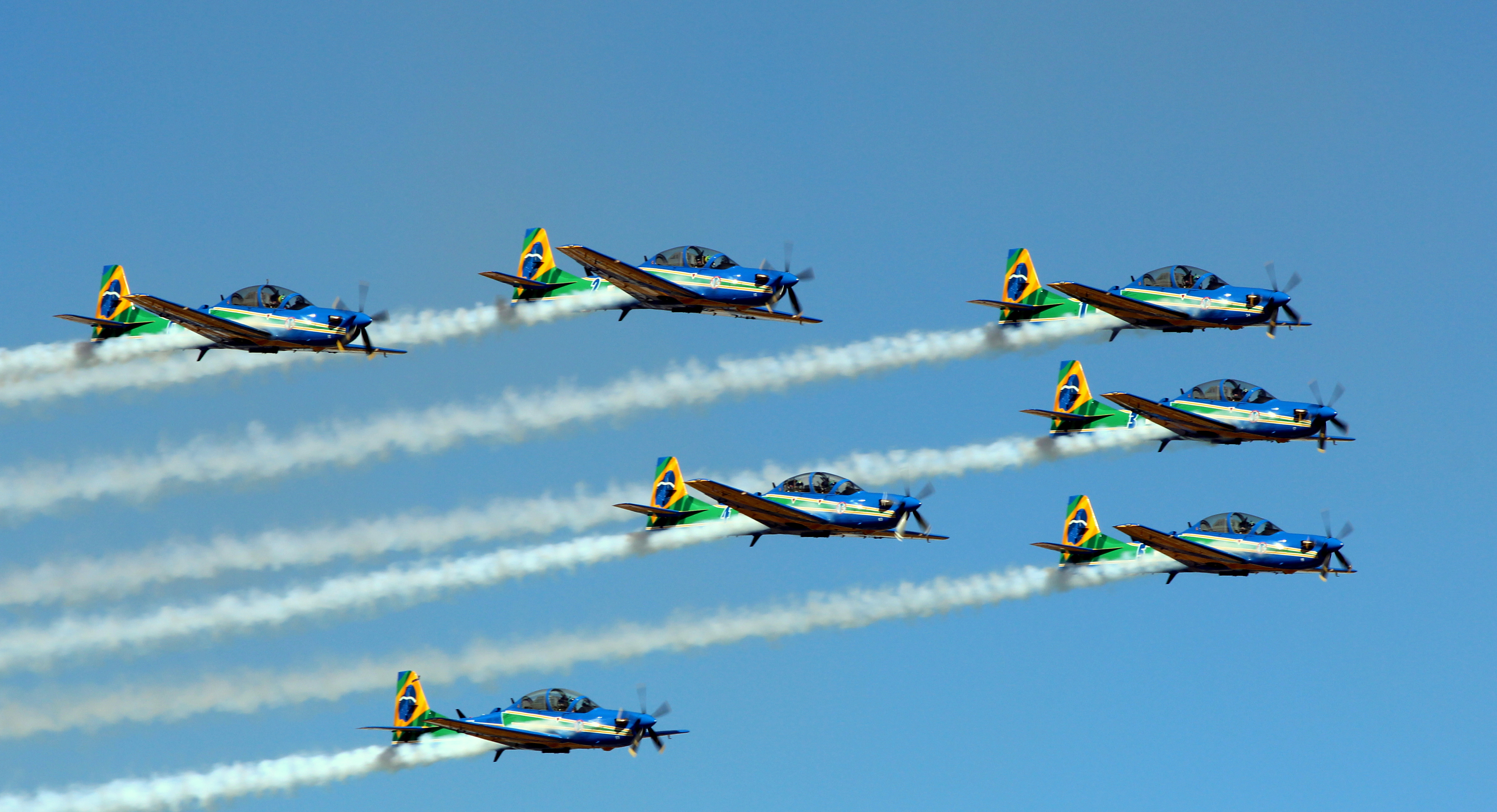
اسکادران دود با سوپرتوکانو در برزیل

### شیلی

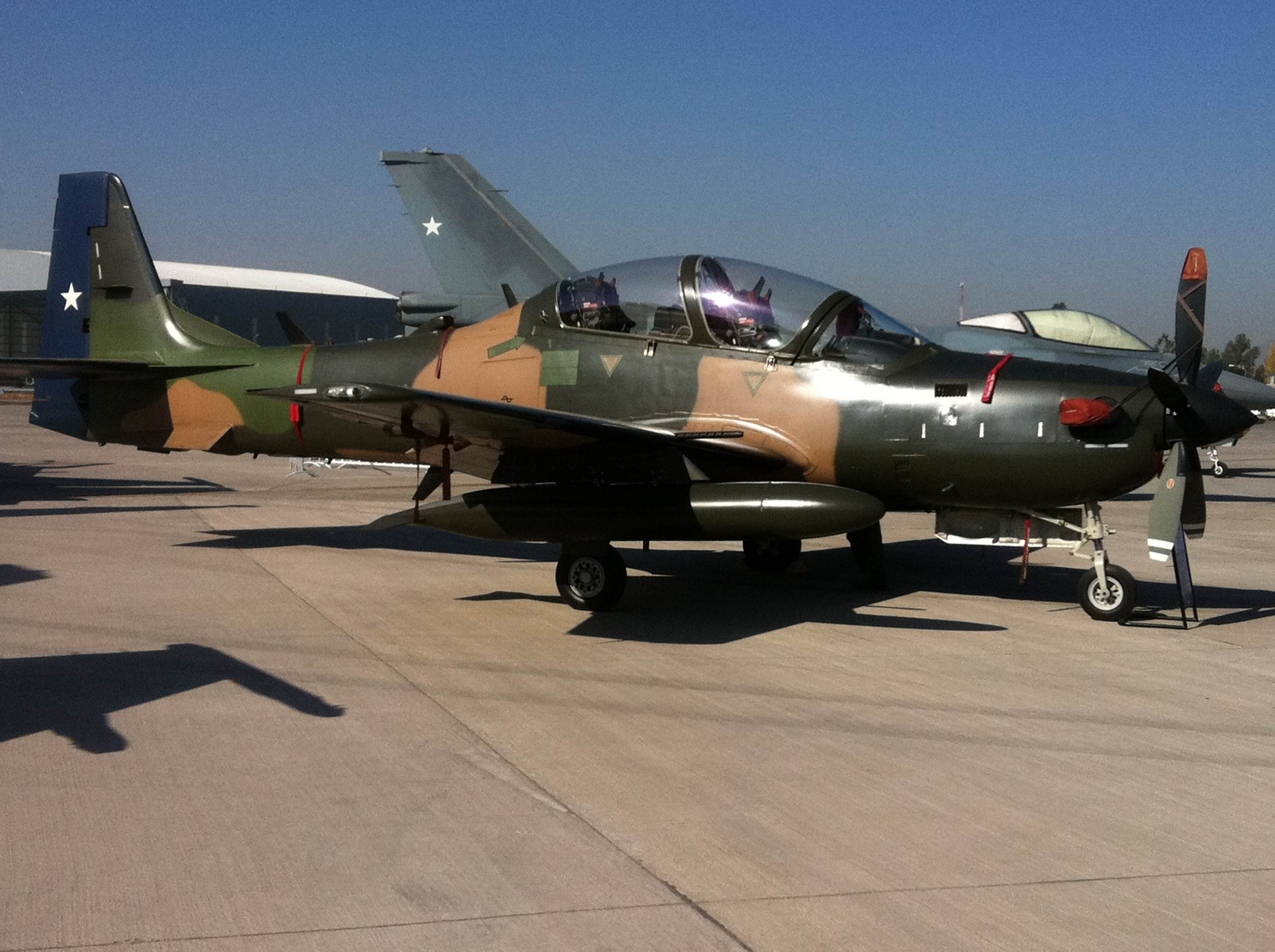
یک فروند EMB-314 نیروی هوایی شیلی

## کاربران
- برزیل: ۶۶ فروند ای-۲۹، ۳۳ فروند ای‌ام‌بی ۳۱۴
- افغانستان: ۶ فروند ای-۲۹، ۲۰ فروند ای‌ام‌بی ۳۱۴
- کلمبیا: ۲۵ فروند ای-۲۹
- شیلی: ۱۸ فروند ای-۲۹
- اکوادور: ۱۸ فروند ای-۲۹
- اندونزی: ۱۶ فروند ای-۲۹
- آنگولا: ۱۴ فروند ای-۲۹
- نیجریه: ۱۲ فروند ای-۲۹
- جمهوری دومینیکن: ۸ فروند ای-۲۹
- لبنان: ۶ فروند ای-۲۹
- فیلیپین: ۶ فروند ای-۲۹
- مالی: ۶ فروند ای-۲۹
- موریتانی: ۶ فروند ای-۲۹
- ترکمنستان: ۵ فروند ای-۲۹
- غنا: ۵ فروند ای-۲۹
- ایالات متحده آمریکا: ۴ فروند ای-۲۹
- بورکینافاسو: ۳ فروند ای-۲۹
- هندوراس: ۲ فروند ای-۲۹

## ویژگی‌های ظاهری
داده‌ها از داده‌ها از نوع تجزیه و تحلیل: امبرائر سوپر توکانو (تمام مشخصات از ژانویه ۲۰۱۰– ۲۰۱۱ مگر اینکه خلاف آن مشخص شده باشد)
ویژگی‌های عمومی
- خدمه: ۲ (خلبان به علاوه یک دانش آموز به‌طور همزمان Mk 10 LCX در مارتین بیکر و صندلی‌های پرتاب صفر و صفر)
- طول: ۱۱٫۳۸ متر (۳۷ فوت ۴ اینچ)
- پهنای بال: ۱۱٫۱۴ متر (۳۶ فوت ۷ اینچ)
- ارتفاع: ۳٫۹۷ متر (۱۳ فوت ۰ اینچ)
- مساحت بال‌ها: ۱۹٫۴ متر مربع (۲۰۹ فوت مربع)
- ایرفویل: اصلی: ناکا ۶۳ای۴۱۵; نوع: ناکا ۶۳ای۲۱۲[۸]
- وزن خالی: ۳٬۲۰۰ کیلوگرم (۷٬۰۵۵ پوند)
- بیشترین وزن برخاست: ۵٬۴۰۰ کیلوگرم (۱۱٬۹۰۵ پوند)
- پیشرانه: ۱ عدد موتور توربوپراپ پِرَت و ویتنی کانادا پی‌تی۶ای-۶۸سی، ۱٬۱۹۶ کیلووات (۱٬۶۰۴ اسب بخار)
- ملخ‌ها: پنجملخه هارتزل

عملکرد
- حداکثر سرعت: ۵۹۰ کیلومتر بر ساعت (۳۷۰ مایل بر ساعت، ۳۲۰ گره)
- سرعت کروز: ۵۲۰ کیلومتر بر ساعت (۳۲۰ مایل بر ساعت، ۲۸۰ گره)
- سرعت واماندگی: ۱۴۸ کیلومتر بر ساعت (۹۲ مایل بر ساعت، ۸۰ گره)
- بُرد: ۱٬۳۳۰ کیلومتر (۸۳۰ مایل، ۷۲۰ مایل دریایی)
- بُرد رزمی: ۵۵۰ کیلومتر (۳۴۰ مایل، ۳۰۰ مایل دریایی) (نوع هی-لو-هی، ۱٬۵۰۰ کیلوگرم (۳٬۳۰۷ پوند) ذخیره خارجی)[۹]
- بُرد معبر: ۲٬۸۵۵ کیلومتر (۱٬۷۷۴ مایل، ۱٬۵۴۲ مایل دریایی) [۱۰]
- مداومت پروازی: 8 hours 24 minutes[۱۰]
- حداکثر ارتفاع: ۱۰٬۶۶۸ متر (۳۵٬۰۰۰ فوت)
- حد شتاب جی: +۷ -۳٫۵
- نرخ صعود: ۱۶٫۴ متر بر ثانیه (۳٬۲۳۰ فوت بر دقیقه)

تسلیحات

- اسلحه‌ها: [۱۱]
  - داخلی: (۲×) مسلسل ۱۲٫۷ میلی‌متری (۰٫۵۰ اینچ)، مسلسل ام۳پی اف‌ان ارستال با ۱٬۱۰۰ گلوله در دقیقه و مسلسل ام۳دبلیو یو.اس. اوردانس با ۲۵۰ گلوله در دقیقه، نصب شده در هر دو بال.
  - پاد: ۱ توپ ام۲۰ای۱ نکستر ۲۰ میلی‌متری (۰٫۷۹ اینچ) با ۶۵۰ گلوله در دقیقه زیر بدنه.
  - پاد: ۱ مسلسل ام۳پی اف‌ان ارستال ۱۲٫۷ میلی‌متری (۰٫۵۰ اینچ) زیر هر بال.
  - پاد: حداکثر ۴ مینی‌گان ام۱۳۴ دیلون ایرو ۷٫۶۲ میلی‌متری (۰٫۳۰ اینچ) با ۳٬۰۰۰ گلوله در دقیقه، نصب شده زیر هر بال.[۱۲]
- آویزگاه‌های حمل سلاح: ۵ (دو دانه زیر هر بال و یکی زیر بدنه) با ظرفیت ۱٬۵۵۰ کیلوگرم (۳٬۳۰۰ پوند)
- راکت‌ها:
  - (4x) پاد ۷۰ میلی‌متری (۲٫۷۵ اینچ) ال‌ام-۷۰/۱۹[۱۳](SBAT-70[۱۴][۱۵])
  - (4x) پاد ۷۰ میلی‌متری (۲٫۷۵ اینچ) ال‌ای‌یو-۶۸ای/جی[۱۶]
- موشک‌ها:
  - هوا-به-هوا:
    - ایم-۹ سایدوایندر
    - ام‌ای‌ای-۱ای
    - ام‌ای‌ای-۱بی[۱۷]
    - پایتون ۳
    - پایتون ۴

  - موشک هوابه‌سطح:
    - ای‌جی‌ام-۶۵ ماوریک[۱۳]
    - راکت‌سان کیریت

  - بمب چندمنظوره:
    - (10x) ام‌کی۸۱[۱۱]
    - (5x) ام‌کی۸۲[۱۱]
    - ام۱۱۷[۱۸]

  - تسلیحات آتش‌زا:
    - بینک-۳۰۰

  - بمب خوشه‌ای:
    - بی‌ال‌جی-۲۵۲

  - بمب هدایت‌شونده:
    - اف‌پی‌جی-۸۲[۱۹]
    - اس‌ام‌کی‌بی-۸۲[۲۰]
    - جی‌بی‌یو-۵۴[۲۱]
    - جی‌بی‌یو-۳۸[۲۱]
    - جی‌بی‌یو-۳۹[۲۱]
    - پیووی ۲[۲۲]
    - لیزارد - کیت راهنمای البیت سیستمز
    - گریفین – کیت راهنمای صنایع هوافضای اسرائیل